# رونووو (استان پومرانی)
رونووو (به لهستانی:  Runowo) یک روستا در لهستان است که در گمینا پوتنگووو واقع شده‌است. رونووو ۱۳۰ نفر جمعیت دارد.